# Plethysmochaeta couvreuri
Plethysmochaeta couvreuri är en tvåvingeart som beskrevs av Schmitz 1953. Plethysmochaeta couvreuri ingår i släktet Plethysmochaeta och familjen puckelflugor. Inga underarter finns listade i Catalogue of Life.